# Forstheim
Forstheim es una localidad y comuna francesa situada en el departamento de Bajo Rin, en la región de Alsacia. Tiene una población de 577 habitantes (según censo de 1999) y una densidad de 114 h/km².
- Datos: Q21273
- Multimedia: Forstheim / Q21273

1. ↑  Worldpostalcodes.org, código postal n.º 67580.
2. ↑  INSEE, Datos de población para el año 2012 de Forstheim (en francés).